# Gabriela Buławczyk
Gabriela Buławczyk (ur. 30 marca 1984 w Sulechowie) – była polska siatkarka grająca na pozycji środkowej, a następnie przyjmującej, reprezentantka Polski kadetek i juniorek.
Jej mężem jest białoruski koszykarz Arciom Parachouski.

## Kariera klubowa
- Zawisza Sulechów (–1999)
- SMS PZPS Sosnowiec (1999–2003)
- PTPS Piła (2003–2007)
- Southern Idaho College (2007–2008)
- Cal State LA Golden Eagles (2008–2010)
- KS Piecobiogaz Murowana Goślina (2012)
- AZS WSBiP KSZO Ostrowiec Świętokrzyski (2012–2013)
- Zawisza Sulechów (2013–2015)

## Sukcesy

### Reprezentacyjne
Mistrzostwa Europy Kadetek:
- 2001

Mistrzostwa Świata Kadetek:
- 2001

Mistrzostwa Europy Juniorek:
- 2002

Mistrzostwa Świata Juniorek:
- 2003

### Klubowe
- Brązowy medal mistrzostw Polski w sezonie 2004/05 z PTPS Piła